# Islámské bankovnictví
Islámské bankovnictví, na rozdíl od toho evropského, nepřetrhalo nebo nezastřelo vazby na tradiční morální, sociální a náboženské zásady, na první místo staví dobré mravy společnosti. Pro islámské finančníky platí, že veškeré finanční operace bank, ale i jiných prostředníků, musí být realizovány ze 100 % z vlastních rezerv. Není dovoleno používat peníze jako „potenciální“ kapitál, neboť islámské principy uznávají pouze aktuální cenu peněz, nikoliv tu budoucí.
Každá islámská banka má výbor složený ze zástupců bankovních úředníků a duchovních, kteří posuzují, zda jednotlivé obchody odpovídají liteře šaría. Každý výbor si formuluje vlastní názor na přijatelnost konkrétního obchodu, což v praxi znamená, že konkrétní obchod může být jednou obchodní bankou schválen, ovšem druhou bankou posouzen jako neakceptovatelný.

## Islámské právo
Hlavní zásady islámského bankovnictví jsou určeny islámským právem. Islámské právo lze definovat jako soubor určitých norem, o nichž muslimové věří, že byly seslány Bohem. Tento vztah vychází z předpokladu, že Bůh stvořil vše, a proto mu také vše náleží. Islámské právo je často nazýváno jako právo „šaría“, což je v doslovném překladu životní cesta. Toto právo není vázáno pouze na jeden stát, ale je to právo společné lidem stejného vyznání, tedy muslimům. Jde jak o právní, tak i o morální systém. Islámské právo reguluje všechny oblasti lidského života. Vztahy věřících, vztahy člověka s Bohem, vztahy mezi lidmi navzájem, etiku, úpravu rodinných vztahů, dědictví, závazků, smluv.
Mezi primární prameny islámského práva patří Korán a Sunna. Korán je považován za svatou knihu a Sunna je sbírka příběhů Proroka Muhammada.

## Islámské finance
Islámské finanční právo varuje před bohatstvím získaným nepoctivým způsobem bez vynaložení nějaké činnosti nebo na úkor ostatních. Finanční systém je založen na principu obchodování, tedy upřednostňuje obchod před půjčováním peněz. Půjčování na úrok není v souladu s islámským právem a bezúročné zápůjčky se uplatňují ve zcela specifických případech, například v oblasti charity.
Při poskytování islámských finančních služeb není akceptovatelné, aby riziko ztráty nesla pouze jedna strana, zatímco druhá strana by pouze inkasovala zisk. Princip sdílení zisku a ztráty je vytvoření jakéhosi finančního partnerství mezi věřitelem a dlužníkem (i v případě, že jednou ze stran je banka).
Zakázané jsou takové transakce, kde se objevují prvky ribá, gharar a maisir.

## Islámské bankovní produkty
Zhruba 75 % islámských finančních operací je provedeno na principu murábaha. Mezi další bankovní produkty patří mudáraba, mušáraka, idžára, istisna, sukuk a quard hasan.

### Murabaha
Nákup s odloženou splatností. Banka místo poskytnutí úvěru na nákup určitého produktu toto zboží sama koupí. Klient s ním pak smí disponovat, nicméně až do zaplacení kupní ceny včetně ziskové přirážky zůstává zboží v majetku banky.

### Mudáraba
Obdoba tichého partnerství či trustového financování. Jedna strana investuje do projektu celý kapitál, druhá pak know-how a manažera, který projekt řídí. Podle předem dohodnutého poměru si pak obě strany rozdělují zisk.

### Mušáraka
Partnerství, kdy klient investuje svoje prostředky do nějakého podniku a proporcionálně (v závislosti na výši vloženého kapitálu) se podílí na zisku nebo ztrátě z dané investice. Je velmi podobná společnosti s ručením omezeným.

### Idžára
Forma leasingu. Banka sama nakoupí určité aktivum a posléze je s předem známou přirážkou na splátky pronajímá dlužníkovi. Po splacení přechází aktivum z majetku banky do vlastnictví klienta.

### Istisna
Smlouva o dodání projektu na klíč. Používá se většinou ve stavebnictví, kde banka financuje developerské projekty. Po jejich dokončení je předá klientovi, který poté za předem dohodnutých podmínek splácí investice bance včetně odměny.

### Sukuk
Islámská obdobu dluhopisu. Jde o obchodovatelný „certifikát“, který zaručuje vlastnictví určité části podkladového aktiva.

### Quard hasan
Bezúročná půjčka klientovi, který se ocitl ve finanční tísni. Banka ji poskytuje obvykle proti zástavě a v některých případech si účtuje poplatky, které mají pokrýt náklady s půjčkou.